# Wizard
Wizard to zespół muzyczny z Niemiec grający power metal, założony w 1989 roku w Bocholt.
Założycielem zespołu był Sven D'Anna, który postanowił stworzyć zespół wraz ze swoim sąsiadem Michael Maassem, który odszedł z zespołu.

## Członkowie zespołu
- Sven D'Anna – śpiew
- Dano Boland – gitara
- Volker Leson – gitara basowa
- Sören van Heek – perkusja

### Byli członkowie
- Michael Maass – gitara

## Dyskografia
- Legion Of Doom (1991) (demo)
- Son of Darkness (1995)
- Battle of Metal (1997)
- Bound by Metal (1999)
- Head of the Deceiver (2001)
- Odin (2003)
- Magic Circle (2005)
- Goochan (Massacre Records) (2007)
- Thor (Massacre Records) (2009)
- ...Of Wariwulfs And Bluotvarwes (2011)
- Trail of Death (Massacre Records) (2013)